# Laphystia dimidiata
Laphystia dimidiata är en tvåvingeart som beskrevs av H. Oldroyd 1958. Laphystia dimidiata ingår i släktet Laphystia och familjen rovflugor. Inga underarter finns listade i Catalogue of Life.